# Filmographie de Looney Tunes et Merrie Melodies (1940-1949)
 (mars 2025).
Voici la liste des courts métrages distribués par Warner Bros sous l'appellation Looney Tunes et Merrie Melodies de 1940 à 1949 soit un  total de 307 cartoons.

## Cartoons censurés par le studio
Cinq cartoons de cette liste n'ont jamais été distribué, ni sortis en DVD ou Blu-ray et font partie de la liste des animés censurés par le studio pour des raisons raciales et ethniques. Ces cartoons sont en gras.

## (1940) (Noir et blanc et couleurs)
- 40 cartoons ont été produits[2]. Ceux produits en couleurs ont un (*)
- Les cartoons sont présents dans les coffrets annotés entre parenthèses.

1. Porky's Last Stand (PP 101)
2. Premier au moulin, premier au grain (The Early Worm Gets the Bird) (*)
3. Africa Squeaks (PP 101)
4. Les terribles chasseurs (Mighty Hunters) (*)
5. Busy Bakers (*)
6. Ali-Baba Bound (PP 101)
7. Elmer, apprenti photographe (Elmer's Candid Camera) (*) (LTGC Volume 1 DVD 3) / (LTPC volume 2 disque 2)
8. Pilgrim Porky (LTGC Volume 5 DVD 4) / (PP 101)
9. Les Sept Merveilles du monde (Cross Country Detours) (*)
10. Cette chère confédérée (Confederate Honey) (*)
11. 3 ours et un chaperon rouge (The Bear's Tale) (*) (LTGC Volume 5 DVD 2)
12. Slap-Happy Pappy (PP 101)
13. Porky aquariophile (Porky's Poor Fish) (LTGC Volume 4 DVD 4) / (PP 101)
14. The Hardship of Miles Standish (*)
15. Sniffles part en excursion (Sniffles Takes a Trip) (*) (LTGC Volume 6 DVD 1) / (LTMC)
16. Vous devriez faire du cinéma (You Ought to Be in Pictures) (LTGC Volume 2 DVD 4) / (LTPC volume 2 disque 1) / (PP 101)
17. Les Contes de ma mère l'oie (A Gander at Mother Goose) (*) (LTGC Volume 5 DVD 2)
18. Tom Pouce en trouble (Tom Thumb in Trouble) (*) (LTGC Volume 5 DVD 2)
19. The Chewin' Bruin (PP 101)
20. Circus Today (*)
21. Le Petit Blabbermouse (Little Blabbermouse) (*) (LTMC)
22. Porky's Baseball Broadcast (PP 101)
23. Un œuf de collection (The Egg Collector) (*) (LTMC)
24. Un chasseur sachant chasser (A Wild Hare) (*) (LTGC Volume 3 DVD 2) / (LTPC volume 2 disque 1)
25. On demande un fantôme (Ghost Wanted) (*)
26. Patient Porky (LTGC Volume 5 DVD 3) / (PP 101)
27. Ceiling Hero (*)
28. Malibu Beach Party (*)
29. Calling Dr. Porky (PP 101)
30. Stage Fright (*)
31. Prehistoric Porky (PP 101)
32. Vive les jours fériés (Holiday Highlights) (*)
33. Bonne nuit Elmer (Good Night, Elmer) (*)
34. Porky et les Petits Poissons lourds (The Sour Puss) (LTGC Volume 4 DVD 4) / (PP 101)
35. Une vie sauvage trépidante (Wacky Wildlife) (*)
36. Il est l'heure d'aller se coucher pour Sniffles (Bedtime for Sniffles) (*) (LTMC)
37. Porky's Hired Hand (PP 101)
38. La Chasse au renard (Of Fox and Hounds) (*)
39. Le Torréador timide (The Timid Toreador) (PP 101)
40. Suivez le guide en silence (Shop Look & Listen) (*) (LTMC)

## (1941) (Noir et blanc et couleurs)
- 41 cartoons ont été produits [3]. Ceux qui sont en couleurs ont un (*).
- Les cartoons sont présents dans les coffrets annotés entre parenthèses.

1. Le Lapin d'Elmer (Elmer's Pet Rabbit) (*)
2. Porky's Snooze Reel (PP 101)
3. The Fighting 69½th (*) (LTGC Volume 6 DVD 2)
4. La Cloche au cou (Sniffles Bells the Cat) (*) (LTMC)
5. The Haunted Mouse
6. La Caille foldingue (The Crackpot Quail) (*)
7. The Cat's Tale (*)
8. Joe Glow, the Firefly
9. La tortue bat le lièvre (Tortoise Beats Hare) (*) (LTGC Volume 2 DVD 1) / (LTSS) / (LTPC volume 2 disque 2)
10. Porky's Bear Facts (PP 101)
11. Une épicerie fine (Goofy Groceries) (*) (LTGC Volume 3 DVD 2)
12. Toy Trouble (*) (LTMC)
13. Porky en avant-première (Porky's Preview) (LTGC Volume 5 DVD 4) / (PP 101)
14. Le Procès de M. Loup (The Trial of Mr. Wolf) (*) (LTGC Volume 5 DVD 2)
15. Porky's Ant (PP 101)
16. Les Charmes de la ferme (Farm Frolics) (*) (LTGC Volume 5 DVD 3)
17. Une soirée hollywoodienne (Hollywood Steps Out) (*) (LTGC Volume 2 DVD 4) / (LTPC volume 2 disque 2)
18. A Coy Decoy (PP 101)
19. Hiawatha chasse le lapin (Hiawatha's Rabbit Hunt) (*) (LTPC volume 3 disque 1)
20. Porky's Prize Pony (PP 101)
21. The Wacky Worm (*)
22. Meet John Doughboy (LTGC Volume 6 DVD 2) / (PP 101)
23. Une vie de lapin (The Heckling Hare) (*) (LTGC Volume 2 DVD 1)
24. Inki et le Lion (Inki and the Lion) (*)
25. Le Tour du monde en avion (Aviation Vacation) (*)
26. We, the Animals, Squeak! (PP 101)
27. Sport Chumpions (*)
28. Le Divorce de Daffy (The Henpecked Duck) (PP 101)
29. Snowtime for Comedy (*)
30. All This and Rabbit Stew (*)
31. La Sérénade de Porky (Notes to You) (PP 101)
32. Une brave petite chauve-souris (The Brave Little Bat) (*) (LTMC)
33. The Bug Parade (*)
34. Robinson Crusoe Jr. (PP 101)
35. Rookie Revue (*) (LTGC Volume 6 DVD 2)
36. Course folle (Saddle Silly) (*)
37. Porky's Midnight Matinee (PP 101)
38. Deux Pauvres Orphelins (The Cagey Canary) (*)
39. Rhapsodie en marteau piqueur (Rhapsody in Rivets) (*) (LTPC volume 3 disque 2)
40. Un coin paisible (Wabbit Twouble) (*) (LTGC Volume 1 DVD 1) / (LTPC volume 2 disque 2)
41. Porky's Pooch (LTGC Volume 5 DVD 3) / (PP 101)

## (1942) (Noir et blanc et couleurs)
- 39 cartoons ont été produits[4]. Ceux qui sont en couleurs ont un (*)
- Les cartoons sont présents dans les coffrets annotés entre parenthèses.

1. Criquet a du ressort (Hop Skip and a Chump) (*)
2. Porky's Pastry Pirates (PP 101)
3. The Bird Came C.O.D. (*)
4. Escale à Hawaï (Aloha Hooey) (*)
5. Who's Who in the Zoo (PP 101)
6. Porky's Cafe (PP 101)
7. Conrad le marin (Conrad the Sailor) (*) (LTGC Volume 4 DVD 4)
8. Crazy Cruise (*) (LTGC Volume 5 DVD 3)
9. Un lapin pour le dîner (The Wabbit Who Came to Supper) (*) (LTGC Volume 3 DVD 1)
10. Saps in Chaps
11. Horton Hatches the Egg (*) (LTGC Volume 6 DVD 4)
12. Dog Tired (*)
13. Un dur hiver pour Daffy (Daffy's Southern Exposure)
14. Bugs Bunny et le chasseur d'or (The Wacky Wabbit) (*) (LTGC Volume 5 DVD 3)
15. The Draft Horse (*) (LTGC Volume 6 DVD 2)
16. Les Lumières de la nuit (Lights Fantastic) (*) (LTGC Volume 6 DVD 4)
17. Nutty News
18. Le Bouffon de la jungle (Hold the Lion, Please) (*)
19. Hobby Horse-Laffs
20. Gopher Goofy
21. Double Chaser (*)
22. Bébé Busard s'en va chasser (Bugs Bunny Gets the Bold) (*) (LTGC Volume 1 DVD 3) / (LTPC volume 2 disque 2)
23. Wacky Blackout (LTGC Volume 6 DVD 2)
24. Foney Fables (*) (LTGC Volume 5 DVD 2)
25. The Ducktators (LTGC Volume 6 DVD 2)
26. The Squawkin' Hawk (*)
27. Fresh Hare (*)
28. Eatin' on the Cuff or The Moth Who Came to Dinner (LTGC Volume 5 DVD 4)
29. Fox Pop (*)
30. The Impatient Patient
31. Les Tartempions de l'université (The Dover Boys) (*) (LTGC Volume 2 DVD 2) / (LTPC volume 1 disque 2)
32. Le Chat de ses dames (The Hep Cat) (*) (LTGC Volume 2 DVD 4) / (LTPC volume 3 disque 1)
33. The Sheepish Wolf (*)
34. Daffy chez les indiens (The Daffy Duckaroo)
35. La Traque hypnotique (The Hare-Brained Hypnotist) (*) (LTGC Volume 2 DVD 1)
36. Histoire de chatons (A Tale of Two Kitties) (*) (LTGC Volume 5 DVD 3) / (LTPC volume 1 disque 1)
37. Ding Dog Daddy (*)
38. My Favorite Duck (*) (LTGC Volume 6 DVD 1)
39. Bugs Bunny et le Magicien (Case of the Missing Hare) (*) (LTGC Volume 3 DVD 1)

## (1943) (Noir et blanc et couleurs)
- 28 cartoons ont été produits[5]. Ceux qui sont en couleurs ont un (*)
- Les cartoons sont présents dans les coffrets annotés entre parenthèses.

1. Coal Black and de Sebben Dwarfs (*)
2. Confusions of a Nutzy Spy (LTGC Volume 6 DVD 2) / (PP 101)
3. La Polka des pourceaux (Pigs in a Polka) (*) (LTGC Volume 3 DVD 3) / (LTPC volume 3 disque 1)
4. Le Lièvre et la Tortue (Tortoise Wins by a Hare) (*) (LTGC Volume 1 DVD 3) / (LTPC volume 2 disque 2)
5. Être ou ne pas être canardé (To Duck or Not to Duck) (*) (LTGC Volume 6 DVD 1)
6. The Fifth-Column Mouse (*) (LTGC Volume 6 DVD 2)
7. Flop Goes the Weasel (*)
8. Hop and Go (LTGC Volume 6 DVD 2)
9. Super-Lapin (Super-Rabbit) (*) (LTSS) / (LTGC Volume 3 DVD 4)
10. The Unbearable Bear (*) (LTMC)
11. The Wise Quacking Duck (*) (LTGC Volume 5 DVD 3) / (LTPC volume 2 disque 1)
12. L'hameçon âme sœur (Greetings Bait) (*)
13. Tokio Jokio
14. Daffy impresario (Yankee Doodle Daffy) (*) (LTGC Volume 1 DVD 2)
15. Bugs Bunny et le haricot magique (Jack-Wabbit and the Beanstalk) (*)
16. Un chat bien né (The Aristo-Cat) (*) (LTGC Volume 4 DVD 4) / (LTMC)
17. Wackiki Wabbit (*) (LTGC Volume 3 DVD 1)
18. Porky à l'hôtel (Porky Pig's Feat) (LTGC Volume 3 DVD 3) / (LTPC volume 3 disque 2) / (PP 101)
19. Tin Pan Alley Cats (*)
20. Scrap Happy Daffy (LTGC Volume 5 DVD 4) / (LTPC volume 3 disque 2)
21. Hiss and Make Up (*)
22. Le Rendez-vous des mélomanes (A Corny Concerto) (*) (LTGC Volume 2 DVD 4) / (LTPC volume 3 disque 1)
23. Fin'n Catty (*)
24. Lapin et Lutin (Falling Hare) (*) (LTGC Volume 3 DVD 4) / (LTPC volume 3 disque 1)
25. Inki et l'Oiseau Minah (Inki and the Minah Bird) (*)
26. Daffy le héros (Daffy - The Commando) (*) (LTGC Volume 6 DVD 2)
27. Je n'ai que du poil à gratter (An Itch in Time) (*) (LTGC Volume 3 DVD 4) / (LTPC volume 2 disque 2)
28. Le Chat châtié (Puss n' Booty) (LTGC Volume 4 DVD 2)

## (1944) (Couleurs)
- 27 cartoons ont été produits[6]. Tous les dessins animés sont en couleurs à partir de cette année.
- Les cartoons sont présents dans les coffrets annotés entre parenthèses.

1. Un Chaperon rouge pot de colle (Little Red Riding Rabbit) (LTGC Volume 2 DVD 1) / (LTPC volume 3 disque 1)
2. Bugs Bunny à Hollywood (What's Cookin' Doc ?) (LTGC Volume 4 DVD 1)
3. Meatless Flyday
4. Denis Dindon et Daffy Duck (Tom Turk and Daffy) (LTSS)
5. Bugs Bunny et les Trois Ours (Bugs Bunny and the Three Bears) (LTGC Volume 1 DVD 3)
6. Ras-le-bol des moutons (I Got Plenty of Mutton) (LTGC Volume 4 DVD 2)
7. Le Reportage du plus faible (The Weakly Reporter) (LTGC Volume 6 DVD 2)
8. Dodo, boulot, dodo (Tick Tock Tuckered) (LTSS)
9. Bugs Bunny fait la nique aux Nippons (Bugs Bunny Nips the Nips)
10. À chacun son crooner (Swooner Crooner) (LTGC Volume 3 DVD 2) / (LTPC volume 3 disque 2)
11. Les Gremlins du Kremlin (Russian Rhapsody) (LTGC Volume 6 DVD 2) / (LTPC volume 2 disque 2)
12. Chasse en cours (Duck Soup to Nuts) (LTGC volume 2 DVD 3)
13. Angel Puss
14. Daffy contre les Indiens (Slightly Daffy)
15. L'Air marin (Hare Ribbin') (LTGC Volume 5 DVD 3)
16. Brother Brat
17. Lapin chasseur (Hare Force) (LTGC Volume 3 DVD 1)
18. From Hand to Mouse
19. Titi la terreur (Birdy and the Beast) (LTPC volume 2 disque 1)
20. Le Chevalier ardent (Buckaroo Bugs) (LTGC Volume 5 DVD 3) / (LTPC volume 2 disque 1)
21. Goldilocks and the Jivin' Bears
22. Daffy part en mission (Plane Daffy) (LTGC Volume 4 DVD 2) / (LTPC volume 3 disque 2)
23. Perdu et Recueilli (Lost and Foundling) (LTMC)
24. Le Frileux Petit Canard (Booby Hatched) (LTGC Volume 4 DVD 2)
25. Rattrapé par le passé (The Old Grey Hare) (LTGC Volume 5 DVD 3) / (LTPC volume 1 disque 1)
26. Stupide Cupidon (The Stupid Cupid) (LTGC Volume 4 DVD 2) / (LTPC volume 3 disque 2)
27. L'Entrée des artistes (Stage Door Cartoon) (LTGC Volume 2 DVD 4)

## (1945) (Couleurs)
- 18 cartoons ont été produits[7].
- Les cartoons sont présents dans les coffrets annotés entre parenthèses.

1. C'est le bouquet ! (Odor-able Kitty) (LTGC Volume 3 DVD 4) / (LTSS)
2. Herr Meets Hare (LTGC Volume 6 DVD 2)
3. Daffy recruté (Draftee Daffy) (LTGC Volume 3 DVD 4) / (LTPC volume 3 disque 2)
4. Un train d'enfer (The Unruly Hare)
5. Les Nuits folles de Porky (Trap Happy Porky) (LTMC)
6. Les oiseaux se mâchent pour nourrir (Life with Feathers) (LTPC volume 3 disque 2)
7. De la viande pour tous et tous pour de la viande (Behind the Meat-Ball)
8. Hare Trigger (LTGC Volume 6 DVD 1)
9. Une petite peste (Ain't That Ducky)
10. Deux rominets romantiques (A Gruesome Twosome) (LTGC Volume 3 DVD 4) / (LTPC volume 3 disque 2)
11. Tale of Two Mice
12. Wagon Heels (LTGC Volume 5 DVD 3) / (LTSS)
13. Empaillé ? Moi jamais ! (Hare Conditioned) (LTGC Volume 2 DVD 1)
14. Une bouffée de fraîcheur (Fresh Airedale) (LTGC Volume 6 DVD 4)
15. Le Vautour timide (The Bashful Buzzard) (LTGC Volume 5 DVD 3) / (LTPC volume 2 disque 2)
16. Peck Up Your Troubles
17. La Lapinomalose (Hare Tonic) (LTGC Volume 3 DVD 1) / (LTPC volume 1 disque 1)
18. Un animal trop familier (Nasty Quacks) (LTSS) / (LTPC volume 3 disque 2)

## (1946) (Couleurs)
- 25 cartoons ont été produits[8].
- Les cartoons sont présents dans les coffrets annotés entre parenthèses.

1. Revue littéraire (Book Revue) (LTGC Volume 2 DVD 4) / (LTPC volume 2 disque 1)
2. Le Match de baseball (Baseball Bugs) (LTGC volume 1 DVD 1) / (LTPC volume 1 disque 1)
3. Un cordonnier sur les talons (Holiday for Shoestrings) (LTGC Volume 5 DVD 2)
4. Quentin Quail
5. Biberons et Confusions (Baby Bottleneck) (LTGC Volume 2 DVD 3) / (LTPC volume 1 disque 1)
6. L'Élixir d'Elmer (Hare Remover) (LTGC Volume 3 DVD 1)
7. Daffy Doodles
8. Hollywood Canine Canteen (LTGC Volume 6 DVD 2)
9. Hush My Mouse (LTMC)
10. Dîner de monstres (Hare-Raising Hare) (LTGC Volume 1 DVD 3) / (LTPC volume 3 disque 1)
11. Toutes griffes dehors (Kitty Kornered) (LTGC Volume 2 DVD 3) / (LTPC volume 1 disque 1)
12. Hollywood Daffy (LTGC volume 5 DVD 1)
13. L'Acrobate (Acrobatty Bunny) (LTGC volume 3 DVD 1) / (LTPC volume 3 disque 1)
14. The Eager Beaver
15. Tire-lire à tire-larigot (The Great Piggy Bank Robbery) (LTGC Volume 2 DVD 3) / (LTPC volume 1 disque 1)
16. Bacall to Arms (LTGC Volume 5 DVD 3)
17. Of Thee I Sting
18. Un drôle de poulet (Walky Talky Hawky) (LTGC Volume 3 DVD 4) / (LTPC volume 3 disque 2)
19. Bugs la mitraille (Racketeer Rabbit)
20. Fair and Worm-er
21. Le Contrat (The Big Snooze) (LTGC Volume 2 DVD 1) / (LTPC volume 3 disque 1)
22. The Mouse Merized Cat
23. Mouse Menace (LTSS)
24. Rhapsodie à quatre mains (Rhapsody Rabbit) (LTGC Volume 2 DVD 4)
25. Roughly Squeaking (LTMC)

## (1947) (Couleurs)
- 22 cartoons ont été produits[9].
- Les cartoons sont présents dans les coffrets annotés entre parenthèses.

1. One Meat Brawl (LTSS)
2. Les carottes sont cuites (The Goofy Gophers)
3. The Gay Anties
4. Une fourrure enivrante (Scent-imental Over You) (LTSS)
5. Un lapin à Manhattan (A Hare Grows in Manhattan) (LTGC volume 3 DVD 1) / (LTPC volume 3 disque 1)
6. Birth of a Notion (LTGC Volume 6 DVD 1)
7. Le repas est servi ! (Tweety Pie) (LTSS) / (LTGC Volume 2 DVD 3) / (LTPC volume 1 disque 1)
8. Que le meilleur perde (Rabbit Transit) (LTGC Volume 2 DVD 1) / (LTPC volume 2 disque 2)
9. Hobo Bobo
10. Along Came Daffy
11. Inki au cirque (Inki at the Circus)
12. Un volontaire pour les œufs de Pâques (Easter Yeggs) (LTGC Volume 3 DVD 1) / (LTPC volume 3 disque 1)
13. Maman Sylvestre (Crowing Pains) (LTGC Volume 6 DVD 1)
14. Un bruit qui court (A Pest in the House) (LTGC Volume 5 DVD 1) / (LTPC volume 1 disque 1)
15. The Foxy Duckling
16. House Hunting Mice (LTMC)
17. Little Orphan Airedale
18. Paquet surprise (Doggone Cats)
19. Ruse de lapin (Slick Hare) (LTGC Volume 2 DVD 1) / (LTPC volume 3 disque 1)
20. Mexican Joyride
21. Chat perché (Catch as Cats Can)
22. La Puce à l'oreille (A Horse Fly Fleas) (LTPC volume 2 disque 2)

## (1948) (Couleurs)
- 33 cartoons ont été produits[10].
- Les cartoons sont présents dans les coffrets annotés entre parenthèses.

1. Le Singe d'une nuit d'été (Gorilla My Dreams) (LTGC volume 2 DVD 1) / (LTSS) / (LTPC volume 3 disque 1)
2. Un mage de chien (Two Gophers from Texas)
3. A Feather in His Hare
4. Le plus malin, c'est Daffy ! (What Makes Daffy Duck?) (LTPC volume 2 disque 1)
5. What's Brewin', Bruin?
6. Daffy a dormi là (Daffy Duck Slept Here) (LTGC Volume 3 DVD 3)
7. A Hick a Slick and a Chick
8. Meli-mélodrame (Back Alley Oproar) (LTGC Volume 2 DVD 4) / (LTPC volume 2 disque 1)
9. I Taw a Putty Tat (LTGC Volume 4 DVD 1)
10. Un lapin qui a du punch (Rabbit Punch) (LTGC Volume 3 DVD 4)
11. Partie de chasse (Hop, Look and Listen) (LTSS)
12. Auriez-vous une dent contre moi ? (Nothing But the Tooth)
13. Les Révoltés du Bunny (Buccaneer Bunny) (LTGC Volume 5 DVD 1) / (LTPC volume 1 disque 1)
14. Bone Sweet Bone
15. Poker d'as pour Bugs Bunny (Bugs Bunny Rides Again) (LTGC Volume 2 DVD 1)
16. The Rattled Rooster
17. Daffy baby-sitter (The Up-Standing Sitter) (LTGC Volume 5 DVD 1)
18. The Shell Shocked Egg
19. Voyage organisé (Haredevil Hare) (LTGC Volume 1 DVD 3) / (LTPC volume 1 disque 2)
20. Poulet malgré lui (You Were Never Duckler) (LTGC Volume 5 DVD 1)
21. Magot miaou (Dough Ray Me-ow) (LTGC Volume 4 DVD 4) / (LTPC volume 2 disque 2)
22. Lapin de labo (Hot Cross Bunny)
23. The Pest That Came to Dinner (LTSS)
24. Chaud lapin (Hare Splitter)
25. L'Odeur du jour (Odor of the Day) (LTSS)
26. Charlie le coq et Hennery le faucon (The Foghorn Leghorn) (LTGC Volume 1 DVD 4) / (LTPC volume 2 disque 1)
27. La Lampe d'Aladin (A-Lad-In His Lamp)
28. Voir devise et mourir (Daffy Dilly) (LTSS)
29. Vilains Félins (Kit for Cat) (LTGC Volume 1 DVD 4)
30. Un vendeur explosif (The Stupor Salesman) (LTGC Volume 5 DVD 1) / (LTPC volume 3 disque 2)
31. Riff Raffy Daffy (LTSS)
32. Docteur en kilt et Mister Bunny (My Bunny Lies over the Sea) (LTGC Volume 1 DVD 1)
33. Le Chari-vari du chat viré (Scaredy Cat) (LTGC Volume 1 DVD 2) / (LTPC volume 1 disque 1)

## (1949) (Couleurs)
- 34 cartoons ont été produits[11].
- Les cartoons sont présents dans les coffrets annotés entre parenthèses.

1. Un esclave de choix (Wise Quackers) (LTSS)
2. Le spectacle va commencer (Hare Do) (LTGC Volume 3 DVD 1)
3. Le dindon de la force (Holiday for Drumsticks)
4. L'Orphelin félé (Awful Orphan) (LTGC Volume 1 DVD 3)
5. L'Écureuil et le Bûcheron (Porky Chops) (LTGC Volume 1 DVD 2) / (LTPC volume 1 disque 1)
6. En descendant le Mississipi  [sic] (Mississippi Hare) (LTGC Volume 4 DVD 1)
7. Flûte alors ! (Paying the Piper) (LTGC Volume 5 DVD 2)
8. Un canard complètement givré (Daffy Duck Hunt) (LTGC Volume 1 DVD 4)
9. Le Rebelle (Rebel Rabbit) (LTGC Volume 3 DVD 1)
10. Chat-lucinations (Mouse Wreckers) (LTGC Volume 2 DVD 2) / (LTMC)
11. Saute qui peut ! (High Diving Hare) (LTGC Volume 1 DVD 1) / (LTPC volume 3 disque 1) / (LTSS)
12. The Bee-Deviled Bruin
13. Curtain Razor (LTSS)
14. La Tragédie du bonheur (Bowery Bugs) (LTGC Volume 3 DVD 1) / (LTSS)
15. Une souris explosive (Mouse Mazurka) (LTMC)
16. Bugs Bunny casse-noisettes (Long-Haired Hare) (LTGC Volume 1 DVD 1) / (LTPC volume 2 disque 1)
17. Henhouse Henery
18. Bugs Bunny entre en lice (Knights Must Fall)
19. Vilain Rominet (Bad Ol' Putty Tat) (LTGC Volume 2 DVD 3) / (LTSS)
20. La Truffe des Héros (The Grey Hounded Hare) (LTGC Volume 4 DVD 1)
21. Often an Orphan (LTGC Volume 6 DVD 1)
22. Un lapin dans le vent (The Windblown Hare) (LTGC Volume 3 DVD 3)
23. À la recherche du dodo perdu (Dough for the Do-Do) (LTGC Volume 1 DVD 2)
24. Vite fait, mal fait (Fast and Furry-ous) (LTGC Volume 1 DVD 3) / (LTPC volume 1 disque 1)
25. Each Dawn I Crow
26. Escapade polaire (Frigid Hare) (LTGC Volume 1 DVD 3)
27. Siffler une hirondelle (Swallow the Leader) (LTGC Volume 4 DVD 4)
28. Adieu, Barbe bleue (Bye, Bye Bluebeard) (LTGC Volume 3 DVD 3)
29. Relent d'amour (For Scent-imental Reasons) (LTSS) / (LTGC Volume 1 DVD 3) / (LTPC volume 1 disque 1)
30. Le Petit Kangourou (Hippety Hopper) (LTSS) / (LTGC volume 6 DVD 1)
31. Which is Witch
32. Bear Feat (LTGC Volume 6 DVD 1)
33. Bugs Bunny et Robin des bois (Rabbit Hood) (LTGC Volume 4 DVD 1) / (LTPC volume 1 disque 1)
34. Un cabot cabotin (A Ham in a Role) (LTGC Volume 6 DVD 1) / (LTPC volume 3 disque 1)

## Sigles des DVD et Blu-ray
- LTGC : Looney Tunes Golden Collection (Collection de DVD des cartoons Warner restaurés)
- PP 101 : Porky Pig 101 (Collection de 101 courts-métrages de Porky Pig restaurés en DVD)
- LTPC : Looney Tunes Platinum Collection (Collection de courts métrages restaurés en DVD et Blu-ray)
- LTMC : Looney Tunes Mouse Chronicles, The Chuck Jones Collection (Collection de courts-métrages restaurés et non restaurés de Chuck Jones en DVD et Blu-ray)
- LTSS : Looney Tunes Super Stars (Collection de courts-métrages restaurés en DVD)